# Либертарианская партия РСФСР
Либертарианская партия РСФСР — российская политическая партия, основанная 16 июня 1990 года Евгенией Дебрянской. Основной формой активности партии был акционизм. Партия отстаивала принципы индивидуализма, свободы, прав человека, в особенности права сексуальных меньшинств, защиту животных, легализацию наркотиков.

## История
3 мая 1989 года состоялась пресс-конференция для западных журналистов, на которой было объявлено о создании «Радикальной ассоциации за мир и свободу» (РАМС). Члены ассоциации поддерживали контакты с Транснациональной радикальной партией. Целью ассоциации была борьба за переходное правительство, которое должно было обеспечить проведение свободных выборов, становление нового политического экономического и гражданского порядка.
Весной 1990 года Евгения Дебрянская и Д. Волчек вышли из РАМС и образовали в июле того же года Либертарианскую партию с программой, полностью повторяющей программу радикальной ассоциации.
Активная деятельность партии развернулась во времена распада СССР, однако 121 статья УК СССР «Мужеложество» всё ещё действовала на территории РСФСР, что угрожало свободе многим активистам партии. Так, одним из наиболее активных членов, лидеров партии был первый открытый гей России и издатель газеты для сексуальных меньшинств «Тема» Роман Калинин. По признанию Романа Калинина, вся политическая активность геев шла именно под лозунгами либертарианской партии.

## Акции

### Президентская кампания «За выдвижение одноногого инвалида-гомосексуалиста Романа Калинина в президенты СССР»
Весной 1990 года партия начала кампанию по выдвижению «Романа Калинина, одноногого инвалида-гомосексуалиста» в президенты СССР (против Горбачёва, Рыжкова, Бакатина), кандидатура которого в конечном счёте не была внесена в Центризбирком под предлогом внезапно обнаруженного несовершеннолетия кандидата. Выдвижение на пост президента началось во время партийного съезда в подмосковном лесу на партийном съезде, приуроченному к 1 мая. На съезде присутствовало около 700 делегатов будущей Либертарианской партии и Ассоциации сексуальных меньшинств. Мероприятие было прервано милицией, которая инкриминировала собравшимся пьянство и употребление наркотиков. Завершилось мероприятие на квартире у признанного лидера партии Евгении Дебрянской.
Один известный журналист и идеолог нашей партии обзвонил нескольких известных журналистов и сообщил, что Либертарианская партия выставляет своего кандидата. Через несколько минут позвонили из «Коммерсанта». Интервью было довольно странное, я объяснял, что я без ноги, мне 40 лет, шахтёр, ещё что-то.

— Роман Калинин
Лидеры партии в интервью утверждали, что у Романа Калинина есть все шансы набрать 100 тысяч подписей, необходимых для участия в президентских выборах. В дальнейшем они подтвердили, что Роман Калинин не претендовал на президентский пост, а кампания была провокацией.

### Акция в защиту животных «Горбачёв, отпусти животных»
Либертарианская партия провела марш по территории Московского зоопарка. Участники марша потребовали немедленного освобождения из зоопарка всех животных. В 14:00 полтора десятка либертарианцев и симпатизирующих им лиц, в основном иностранцев, провели марш по территории Московского зоопарка. Демонстранты держали лозунги: «Зверей на волю, коммунистов в клетки!», «Откажитесь от шуб и перчаток», «Горбачёв, отпусти животных!». Часть пути либертарианцы прошли босиком, демонстрируя неприятие сложившейся практики производства обуви из натуральной кожи. 
В листовках, распространённых среди немногочисленных участников акции, содержались, в частности, следующие утверждения: «Зоопарки, ставшие концентрационными лагерями для тысяч и тысяч ни в чём не повинных зверей, которые содержаться в ужасающих условиях, стали одним из источников дохода для коммунистического государства. Мы полагаем, что убийство любого живого существа должно быть приравнено к покушению на жизнь человека».
Помимо немедленного закрытия советских зоопарков либертарианцы потребовали закрытия советских цирков и исследовательских институтов, использующих живых существ для опытов.

### Акция в защиту проституток около гостиницы «Интурист»
10 октября 1990 года Либертарианская партия РСФСР провела митинг в защиту проституток в Москве на Тверской улице около гостиницы «Интурист».
В качестве акции протеста активисты партии раздавали презервативы членам XXVIII съезда КПСС с лозунгом: «Чтобы коммунисты больше не рождались».